# Michael Sessions
Michael Sessions (22 de septiembre de 1987) es el alcalde de Hillsdale, una localidad de 8.200 habitantes en el estado de Míchigan, Estados Unidos. Fue elegido para el cargo el 8 de noviembre de 2005, y asumió el cargo el 21 de noviembre. Electo con apenas 18 años, es uno de los más jóvenes políticos electos para un cargo en toda la historia de su país.
Otros jóvenes de similar edad electos para cargos iguales fueron Christopher Seeley de Linesville, Pensilvania (también nacido en septiembre de 1987) y Sam Juhl de Roland, Iowa (nacido en noviembre de 1987).